# A Viúva do Enforcado
A Viúva do Enforcado é a série televisiva de 10 episódios veiculada em 1993 pela SIC, da autoria de Paulo Filipe Monteiro. É uma adaptação da novela homónima de Camilo Castelo Branco inserida na obra Novelas do Minho.

## Sinopse
Teresa (Anabela Teixeira), a única filha de um comerciante de Guimarães, é uma moça devota até ao dia em que se encontra e apaixona por um jovem ourives. Perante a oposição do pai, e com a ajuda de um abade, eles casam e fogem para Espanha para fugir à ira do pai dela. Aí ela conhece Inês, a filha do alcaide da cidade onde se refugiam, que está apaixonada por António (Paulo Oom), um outro português, que foge da forca por homicídio. Este e Inês estão noivos, mas quando Teresa enviúva de repente, a situação altera-se e António, declara-se a Teresa e eles decidem casar. Inês refugia-se em Madrid e mais tarde morre, deixando o alcaide desesperado. Este vinga-se fazendo António cair nas mãos da justiça portuguesa, que o virá a enforcar.

## Elenco
- Anabela Teixeira – Teresa de Jesus
- Micaela Cardoso – Caetana
- Carlos Santos (†) – Joaquim Pereira
- Laura Soveral (†) – Feliciana
- Vitor Rocha – Guilherme
- Paulo Oom – António Maria
- Carlos César (†) – Neves
- Manuela Cassola (†)
- Carmen Dolores
- Emília Silvestre
- Arlete de Sousa
- Jorge Pinto
- Adelaide Teixeira
- Cristina Oliveira
- António Évora
- Amílcar Botica
- Estrela Novais
- Júlio Cardoso
- José Eduardo
- Jorge Paupério
- Lurdes Rodrigues
- Teresa Chaves